# Auguste Baud-Bovy
Auguste Baud-Bovy (Ginevra, 13 febbraio 1848 – Davos, 3 giugno 1899) è stato un pittore svizzero.

## Biografia
Nel 1849, Auguste Baud-Bovy abitò nel castello di Gruyères, divenne la casa di famiglia lo stesso anno.
Ha avuto due figli, André-Valentin, pittore e Daniel, scrittore, anche curatore del museo Rath, direttore della Scuola di Belle Arti di Ginevra, presidente della Commissione federale delle belle arti.